# Podocarpus degeneri
Podocarpus degeneri là một loài thực vật hạt trần trong họ Thông tre. Loài này được (N.E.Gray) de Laub. miêu tả khoa học đầu tiên năm 1984.